# Ronneby kommun
Ronneby kommun är en kommun i Blekinge län. Centralort är Ronneby.
Topografin i kommunen är uppdelad i olika höjdzoner, varav majoriteten är bevuxen med skog. En urbergsplatå reser sig mot norr men övergår i slättområden mot söder. Sedan mitten av 1980-talet har tjänstesektorn fått en allt viktigare roll i det lokala näringslivet. Traditionellt har dock det lokala näringslivet dominerats av offentlig förvaltning, areella näringar samt småskalig tillverkningsindustri. 
Invånarantalet har sedan kommunen bildades legat stabilt mellan 28 254 personer (2010) och 30 368 personer (1975).
Socialdemokraterna har varit största parti i samtliga val. De styrde senast i en koalition under mandatperioden 2006–2010. Därefter har kommunen styrts av olika borgerliga koalitioner.

## Administrativ historik
Kommunens område motsvarar socknarna: Backaryd, Bräkne-Hoby, Edestad, Eringsboda (från 1870, en del av Tvings socken dessförinnan), Förkärla, Hjortsberga, Listerby, Ronneby och Öljehult. I dessa socknar bildades vid kommunreformen 1862 landskommuner med motsvarande namn, Eringsboda landskommun dock först 1870 genom en utbrytning ur Tvings landskommun. Samtidigt bildades köpingskommunen Ronneby köping som sedan 1882 ombildades till Ronneby stad.
Vid kommunreformen 1952 bildades ett antal storkommuner i området: Hallabro (av de tidigare kommunerna  Backaryd och Öljehult), Listerby (av Edestad, Förkärla, Hjortsberga och Listerby) och Tving (av Eringsboda och Tving). Ronneby stad, Ronneby landskommun samt Bräkne-Hoby landskommun förblev oförändrade.
Kallinge landskommun bildades 1963 av Hallabro, Ronneby samt en del ur Tvings landskommun (Eringsboda församling).  
1967 uppgick Kallinge, Listerby och Bräkne-Hoby landskommuner i Ronneby stad. 
Ronneby kommun bildades vid kommunreformen 1971 genom en ombildning av Ronneby stad.
Kommunen ingick från bildandet till 1975 i Östra och Medelstads domsaga, från 1975 till 1 juli 2001 i Ronneby domsaga och sen dess i Blekinge domsaga.
Kommunen har en liten exklav i Karlskrona kommun innefattande ett par byar (Skillingsboda, Lönnemåla och Stora Lönnemåla) samt merparten av insjöarna Stora Skälen och Långasjön.

## Geografi
Kommunen är belägen i den centrala delen av landskapet Blekinge med Östersjön och delar av Blekinge skärgård i söder. Ronneby kommun gränsar i norr till Tingsryds kommun i Kronobergs län och Emmaboda kommun i Kalmar län samt i öster till Karlskrona kommun och i väster till Karlshamns kommun, båda i Blekinge län.

### Topografi och hydrografi
Topografi i kommunen är uppdelad i olika höjdzoner. I norr ligger höjden på cirka 100–125 meter över havet vilken utgörs av en skogklädd urbergsplatå. Mot söder blir platån uppdelad av djupt nedskurna dalgångar som  följer berggrundens nord–sydliga sprickzoner. Dalgångarna är fyllda med bördiga finkorniga sediment och är därför uppodlade. I södra delarna av kommunen tar dalstråken över och landskapet övergår i slättområden som når ut till skärgården. Längs kuststräckan vid Gö växer ett ädelskogsområde dominerat av ek. Detta område är delvis karakteriserat av en månghundraårig beteskultur.
Bredåkradeltat, där bland annat Ronneby Airport ligger, utgörs av ett isälvsdelta med terrasser, åsryggar och djupa dödisgropar.
Nedan presenteras andelen av den totala ytan 2020 i kommunen jämfört med riket.
|  | Bebyggelse (6,5 %) |

|  | Skog (75,2 %) |

|  | Öppen myrmark (0,7 %) |

|  | Jordbruksmark (12,6 %) |

|  | Övrig mark (4,9 %) |

|  | Bebyggelse (3,1 %) |

|  | Skog (68,0 %) |

|  | Öppen myrmark (7,2 %) |

|  | Jordbruksmark (7,4 %) |

|  | Övrig mark (14,3 %) |

### Naturskydd
År 2023 fanns 40 naturreservat i Ronneby kommun. Bland dessa Biskopsmåla som förutom att det är skyddat som naturreservat även är skyddat enligt Natura 2000. Reservatet skyddade 2016 och utgörs av ett  kust- och skärgårdslandskap med naturskog av ädellövträd och gran. Holmar och skär utgör ett fågelskyddsområde. Ett annat exempel på naturreservat är Gö som av Länsstyrelsen i Blekinge län beskrivs som en "fristad för många ovanliga växter och djur". I reservatet som bildades 2008 trivs många rödlistade arter, som exempel kan nämnas vedinsekter och fransfladdermusen.

### Administrativ indelning
Fram till 2016 var kommunen för befolkningsrapportering indelad i två församlingar: Bräkne-Hoby församling och Ronneby församling.

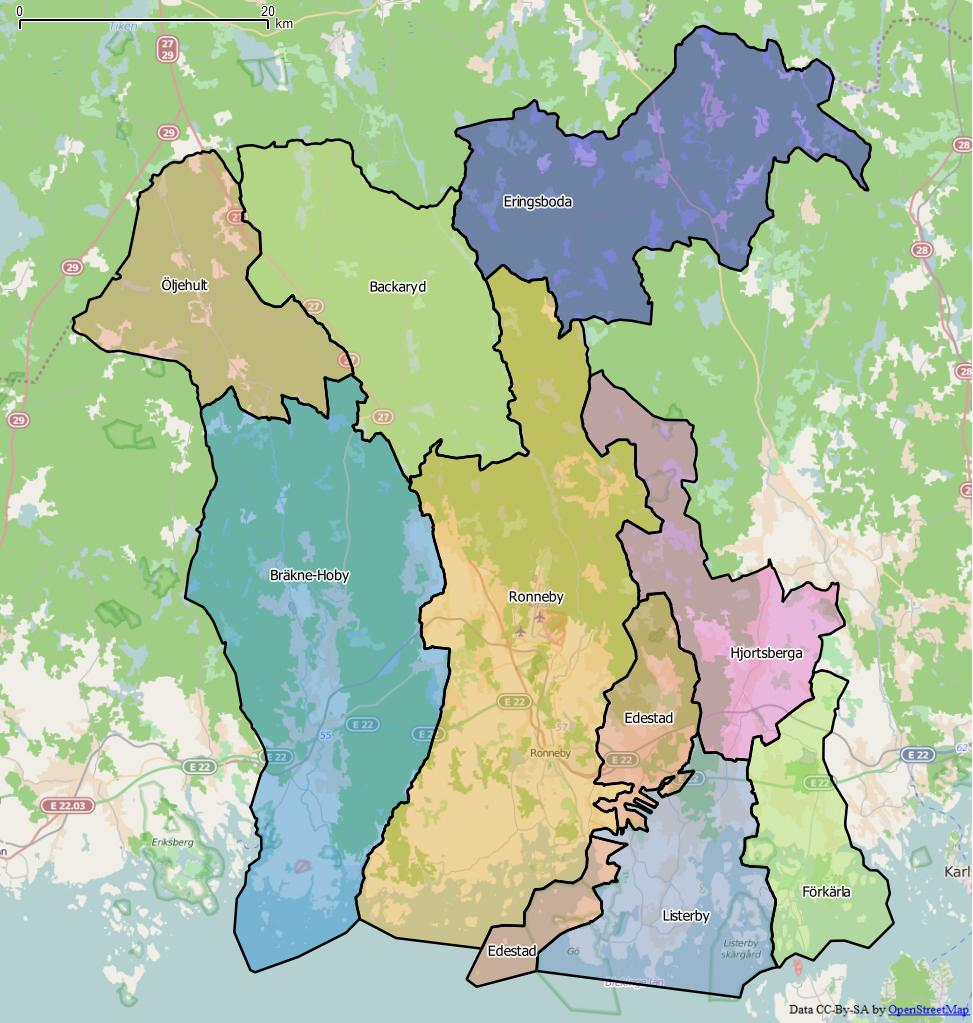
Distrikt inom Ronneby kommun

Från 2016 indelas kommunen istället i nio distrikt:

- Backaryd
- Bräkne-Hoby
- Edestad
- Eringsboda
- Förkärla
- Hjortsberga
- Listerby
- Ronneby
- Öljehult

### Tätorter

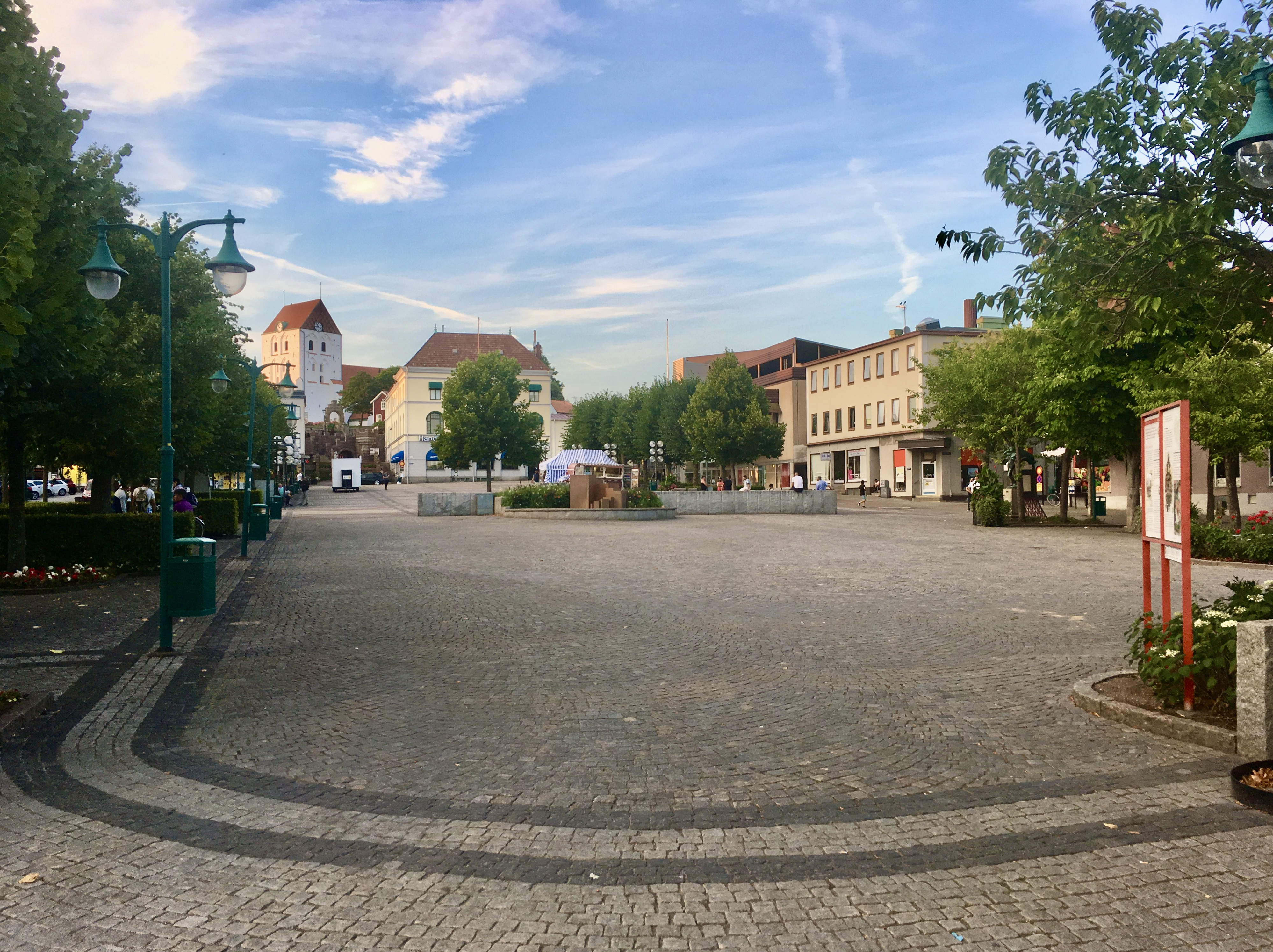
Torget i Ronneby med Munktrappan och Heliga Kors kyrka i bakgrunden.

I tabellen presenteras tätorterna i storleksordning per den 31 december 2015. Centralorten är i fet stil.
| Nr | Tätort      | Befolkning |
| -- | ----------- | ---------- |
| 1  | Ronneby     | 12 612     |
| 2  | Kallinge    | 4 664      |
| 3  | Bräkne-Hoby | 1 708      |
| 4  | Listerby    | 966        |
| 5  | Johannishus | 766        |
| 6  | Ronnebyhamn | 749        |
| 7  | Kuggeboda   | 447        |
| 8  | Saxemara    | 429        |
| 9  | Backaryd    | 386        |
| 10 | Eringsboda  | 275        |
| 11 | Hallabro    | 261        |

## Styre och politik

### Styre
| År        | Partier | Partier | Partier | Partier | Partier | Partier |
| --------- | ------- | ------- | ------- | ------- | ------- | ------- |
| 1994–1998 | S       | V       |         |         |         |         |
| 1998–2002 | S       | V       |         |         |         |         |
| 2002–2006 | S       | V       |         |         |         |         |
| 2006–2010 | S       | L       | KD      |         |         |         |
| 2010-2014 | M       | C       | ROP     | L       | KD      |         |
| 2014–2018 | M       | C       | ROP     | L       | KD      |         |
| 2018–2022 | M       | C       | L       | KD      |         |         |
| 2022–     | SD      | M       | L       | KD      |         |         |

### Kommunfullmäktige

#### Presidium
| Presidium 2022–2026    | Presidium 2022–2026 | Presidium 2022–2026      |
| ---------------------- | ------------------- | ------------------------ |
| Ordförande             | M                   | Lennarth Förberg         |
| Förste vice ordförande | SD                  | Bengt Sven Åke Johansson |
| Andre vice ordförande  | S                   | Malin Norfall            |

#### Mandatfördelning 1970–2022
| 2 | 25 | 12 | 6 | 4 |

| 45 |

| 2 | 25 | 13 | 4 | 5 |

| 43 |

| 2 | 25 | 13 | 4 | 5 |

| 41 | 8 |

| 2 | 25 | 11 | 4 | 7 |

| 37 | 12 |

| 2 | 27 | 10 | 2 | 8 |

| 36 | 13 |

| 2 | 26 |  | 7 | 5 | 8 |

| 38 | 11 |

| 2 | 26 | 3 | 7 | 4 |  | 6 |

| 33 | 16 |

| 2 | 24 |  |  | 7 | 4 | 2 | 8 |

| 37 | 12 |

| 3 | 24 | 2 | 4 | 5 | 3 |  | 7 |

| 28 | 21 |

| 6 | 19 | 2 | 3 | 5 | 3 | 3 | 8 |

| 32 | 17 |

| 4 | 21 |  |  | 2 | 6 | 5 | 2 | 7 |

| 31 | 18 |

| 3 | 19 |  | 3 | 4 | 6 | 3 |  | 9 |

| 31 | 18 |

| 3 | 15 | 2 | 5 | 3 | 6 | 3 |  | 11 |

| 31 | 18 |

| 3 | 17 | 2 | 8 | 2 | 5 | 2 |  | 9 |

| 28 | 21 |

| 2 | 15 |  | 13 | 2 | 4 | 2 |  | 9 |

| 29 | 20 |

| 3 | 15 |  | 13 |  | 3 | 2 | 2 | 9 |

| 28 | 21 |

### Nämnder

#### Kommunstyrelse
| Presidium 2022–2026    | Presidium 2022–2026 | Presidium 2022–2026 |
| ---------------------- | ------------------- | ------------------- |
| Ordförande             | S                   | Ola Robertsson      |
| Förste vice ordförande | M                   | Roger Fredriksson   |
| Andre vice ordförande  | SD                  | Nicolas Westrup     |

#### Lista över kommunstyrelsens ordförande
- Jan-Anders Palmqvist, Socialdemokraterna, –november 2010[17]
- Roger Fredriksson, Moderaterna, november 2010–juni 2024[18][19][20]
- Ola Robertsson, Socialdemokraterna, juni 2024–[21]

Denna lista hämtas från Wikidata. Informationen kan ändras där.

#### Övriga nämnder
| Nämnd                              | Ordförande | Ordförande        | Vice ordförande | Vice ordförande        | Andre vice ordförande | Andre vice ordförande   |
| ---------------------------------- | ---------- | ----------------- | --------------- | ---------------------- | --------------------- | ----------------------- |
| Nämnden för arbete och välfärd     | S          | Malin Månsson     | S               | Martin Johansson       | SD                    | Eva Kihlström-Widstrand |
| Teknik-, fritid- och kulturnämnden | S          | Mikael Mårtensson | L               | Jesper Rehn            | M                     | Per-Gunnar Johansson    |
| Utbildningsnämnden                 | M          | Lennarth Förberg  | L               | Lars-Olof Wretling     | S                     | Göran Ohlsson           |
| Valnämnden                         | M          | Helene Fogelberg  | KD              | Robin Jonasson         | S                     | Catharina Christensson  |
| Vård- och omsorgsnämnden           | M          | Angelina Olin     | S               | Catharina Christensson | SD                    | Carina Aulin            |

Källa:

### Valresultat 2022
| Parti                            | Valdistrikt           | Valdistrikt | Kommun  |
| Parti                            | Starkaste             | Andel       | Andel   |
| -------------------------------- | --------------------- | ----------- | ------- |
| S                                | Espedalen             | 47,46 %     | 30,78 % |
| SD                               | Hasselstad-Eringsboda | 37,02 %     | 26,32 % |
| M                                | Bräkne-Hoby Samhälle  | 27,03 %     | 17,21 % |
| C                                | Bräkne-Hoby Landsbygd | 17,01 %     | 6,17 %  |
| V                                | Älgbacken             | 12,35 %     | 5,04 %  |
| L                                | Hulta                 | 9,04 %      | 4,81 %  |
| KD                               | Förkärla-Listerby N   | 4,90 %      | 3,65 %  |
| ROP                              | Listerby S            | 3,48 %      | 2,58 %  |
| MP                               | Förkärla-Listerby N   | 4,10 %      | 2,19 %  |
| ÖVR                              | Älgbacken             | 2,53 %      | 0,75 %  |
| PNy                              | Älgbacken             | 1,93 %      | 0,36 %  |
| Data hämtat från Valmyndigheten. |                       |             |         |

Exklusive uppsamlingsdistrikt. Partier som fått mer än en procent av rösterna i minst ett valdistrikt redovisas. Övriga är Direktdemokraterna.

## Ekonomi och infrastruktur

### Näringsliv
Traditionellt har det lokala näringslivet dominerats av offentlig förvaltning, areella näringar som jord- och skogsbruk samt småskalig tillverkningsindustri. Tjänstesektorn har växt sedan mitten av 1980-talet och dess tillväxt förstärktes under en period efter anläggandet av företagsbyn Soft Center, ett samarbete med Högskolan i Karlskrona-Ronneby. Bland företag I kommunen kan nämnas Alfa Laval AB (värmepumpar och pannor) och Tarkett AB (golv). En annan större arbetsgivare är Blekinge flygflottilj (F 17).

### Infrastruktur

#### Transporter
I öst-västlig riktning genomkorsas kommunen av E22 som har gemensam sträckning med riksväg 27 i kommunens östra delar varefter den senare tar av åt nordväst i Ronneby. Öst-västlig riktning har även järnvägen Blekinge kustbana som trafikeras av Öresundstågs regiontåg mellan Karlskrona och Kristianstad C respektive Hässleholm C med stopp i Ronneby och Bräkne-Hoby.

## Befolkning

### Demografi

#### Befolkningsutveckling
Kommunen har 28 741 invånare (31 december 2024), vilket placerar den på 91:a plats avseende folkmängd bland Sveriges kommuner.
| Befolkningsutvecklingen i Ronneby kommun 1970–2020 | Befolkningsutvecklingen i Ronneby kommun 1970–2020 | Befolkningsutvecklingen i Ronneby kommun 1970–2020 | Befolkningsutvecklingen i Ronneby kommun 1970–2020 | Befolkningsutvecklingen i Ronneby kommun 1970–2020 |
| -------------------------------------------------- | -------------------------------------------------- | -------------------------------------------------- | -------------------------------------------------- | -------------------------------------------------- |
|                                                    |                                                    |                                                    |                                                    |                                                    |
| År                                                 |                                                    |                                                    | Folkmängd                                          |                                                    |
| 1970                                               | 1970                                               |                                                    | 29 714                                             |                                                    |
| 1975                                               | 1975                                               |                                                    | 30 368                                             |                                                    |
| 1980                                               | 1980                                               |                                                    | 30 159                                             |                                                    |
| 1985                                               | 1985                                               |                                                    | 29 382                                             |                                                    |
| 1990                                               | 1990                                               |                                                    | 28 905                                             |                                                    |
| 1995                                               | 1995                                               |                                                    | 29 256                                             |                                                    |
| 2000                                               | 2000                                               |                                                    | 28 634                                             |                                                    |
| 2005                                               | 2005                                               |                                                    | 28 358                                             |                                                    |
| 2010                                               | 2010                                               |                                                    | 28 254                                             |                                                    |
| 2015                                               | 2015                                               |                                                    | 28 697                                             |                                                    |
| 2020                                               | 2020                                               |                                                    | 29 372                                             |                                                    |

#### Utländsk bakgrund
Den 31 december 2014 utgjorde antalet invånare med utländsk bakgrund (utrikes födda personer samt inrikes födda med två utrikes födda föräldrar) 4 176, eller 14,80 % av befolkningen (hela befolkningen: 28 221 den 31 december 2014). Den 31 december 2002 utgjorde antalet invånare med utländsk bakgrund enligt samma definition 2 405, eller 8,45 % av befolkningen (hela befolkningen: 28 472 den 31 december 2002).

#### Invånare efter de vanligaste födelseländerna
Den 31 december 2014 utgjorde folkmängden i Ronneby kommun 28 221 personer. Av dessa var 3 488 personer (12,4 %) födda i ett annat land än Sverige. I denna tabell har de nordiska länderna och de 12 länder med flest antal utrikes födda (i hela riket) tagits med. En person, som inte kommer från något av de här 17 länderna, har istället av Statistiska centralbyrån förts till den världsdel som deras födelseland tillhör.
| Födelseland      | Födelseland                       | Födelseland |
| ---------------- | --------------------------------- | ----------- |
| 31 december 2014 |                                   |             |
| 1                | Sverige                           | 24 733      |
| 2                | Syrien                            | 577         |
| 3                | Asien: Övriga länder              | 400         |
| 4                | / SFR Jugoslavien/FR Jugoslavien  | 325         |
| 5                | Europeiska unionen: Övriga länder | 307         |
| 6                | Finland                           | 184         |
| 7                | Irak                              | 182         |
| 8                | Europa utom EU: Övriga länder     | 173         |
| 9                | Bosnien och Hercegovina           | 172         |
| 10               | Tyskland                          | 170         |
| 11               | Polen                             | 168         |
| 12               | Danmark                           | 163         |
| 13               | Afghanistan                       | 123         |
| 14               | Afrika: Övriga länder             | 111         |
| 15               | Sydamerika                        | 92          |
| 16               | Thailand                          | 87          |
| 17               | Norge                             | 65          |
| 18               | Kina                              | 42          |
| 19               | Iran                              | 39          |
| 19               | Nordamerika                       | 39          |
| 21               | Somalia                           | 25          |
| 22               | Island                            | 15          |
| 23               | Turkiet                           | 14          |
| 24               | Oceanien                          | 9           |
| 25               | Sovjetunionen                     | 6           |
| 26               | Okänt födelseland                 | 0           |

## Kultur

### Kulturarv
Det finns sju byggnadsminnen i kommunen beslutade från 1979 till 2015. Bland dessa en av Sveriges minsta och äldsta dagsljusateljéer för fotografering i Kallinge, Ekholms fotoateljé, Hakarpsgården med anor från 1700-talet och Johannishus slott i Hjortsberga socken med anor från 1779. 

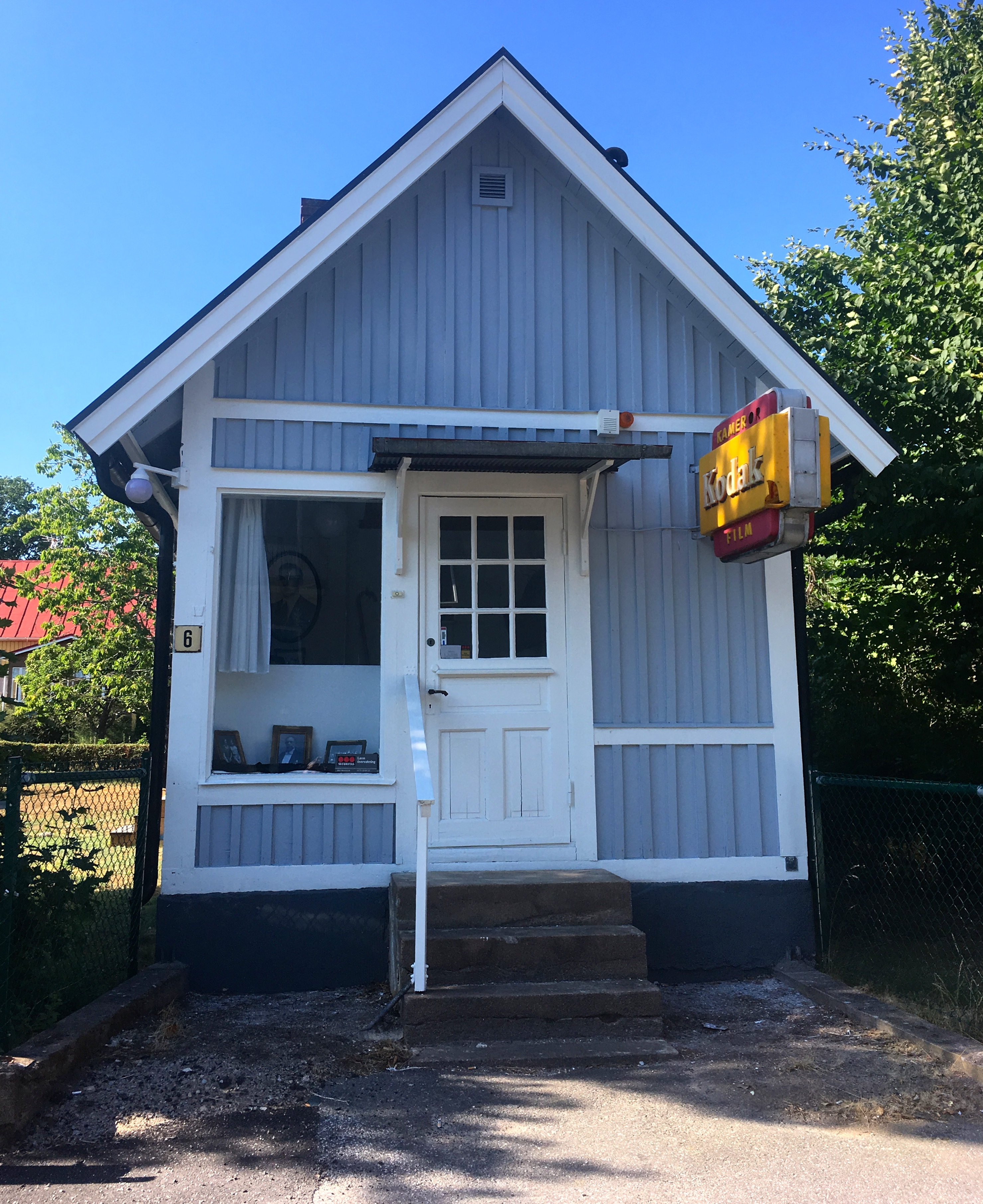
Entrén till Ekholms fotoateljé i Kallinge.
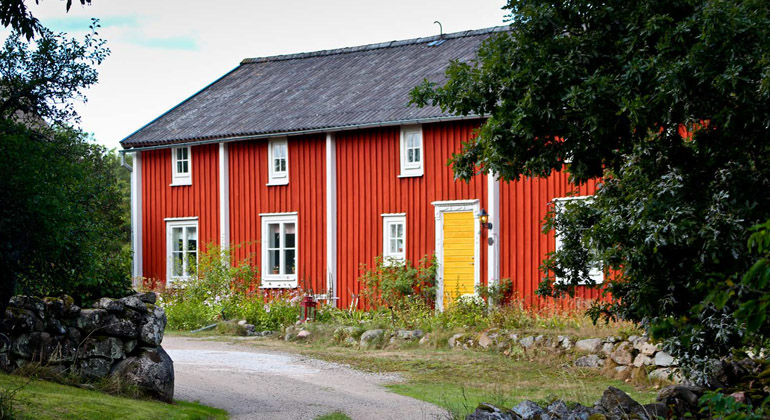
Backagården i Hakarp, Bräkne-Hoby.
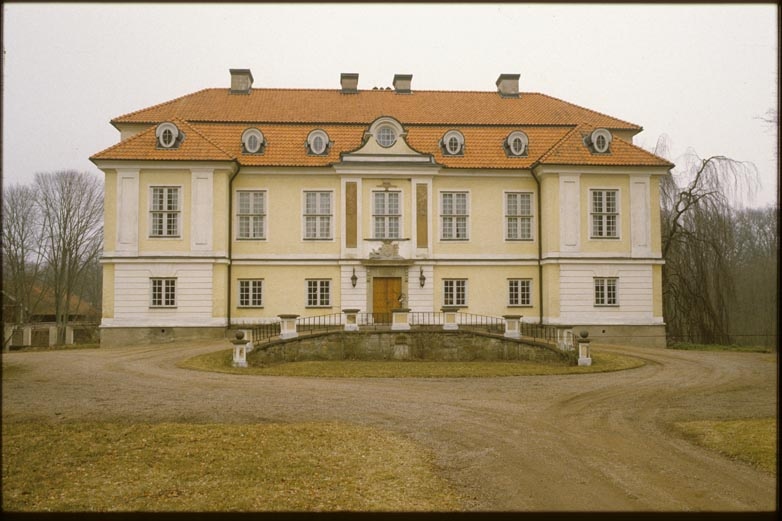
Johannishus slott.

### Kommunvapen
Blasonering: En blå sköld bandevis delad af en silfverström. I det öfre fältet en sexuddig stjerna och i det nedre en nymåne, båda likaledes af silfver.
Ronneby var tidigt stad, men förlorade sina privilegier när Karlskrona anlades. 1882 blev Ronneby stad på nytt och vapnet fastställdes året efter. Efter kommunbildningen 1971 blev stadens vapen oförändrat för den nya kommunen. Redan tidigare hade tre icke fastställda vapen – för Bräkne-Hoby landskommun, Listerby landskommun och Ronneby landskommun – kommit ur bruk i samband med sammanslagningar genomförda under 1960-talet. 1974 registrerades kommunens vapen i PRV, märkligt nog med samma stavning som i texten från 1883.

Bräkne-Hoby landskommun (1957–66)
Listerby landskommun (1959–66)
Ronneby stad (1883–1970) Ronneby kommun (1971–)
Ronneby landskommun (1961–62)